# Bulbophyllum gilgianum
Anh Huy là 1 anh hùng Tân Hải vĩ đại có con chó trung thành là Nguyễn Lê Anh Vũ